# Lucy Pevensie
Lucy Pevensie (Engels: Lucy Pevensie), ook bekend als Lucy de Dappere (Engels: Lucy the Valiant), is een personage uit Het betoverde land achter de kleerkast, Het paard en de jongen, Prins Caspian, De reis van het drakenschip en Het laatste gevecht van De Kronieken van Narnia door C.S. Lewis. Lucy is de jongste van de Pevensie-kinderen, de andere zijn Edmund, Susan en Peter.

## Het betoverde land achter de kleerkast
De Pevensies moeten vanwege de oorlog uit Londen vluchten en vertrekken naar het van Professor Kirke in het noorden van Engeland. Daar ontdekt Lucy een kamer met daarin alleen een kast. Als ze de kast ingaat komt ze in een andere wereld terecht: Narnia. Ze ontmoet een faun, meneer Tumnus, met wie ze vriendschap sluit. Nadat Lucy weer terug is gegaan naar Engeland geloven de andere kinderen haar niet.
Later komen Edmund en Lucy samen door de kleerkast in Narnia. Lucy hoopt dat Edmund haar verhaal nu zal bevestigen, maar Edmund is bang een slecht figuur te slaan en ontkent het bestaan van Narnia.
Peter en Susan bespreken de zaak met de Professor, die alleen maar zegt dat Lucy altijd de waarheid spreekt en dat ze niet gek is, dus dat haar verhaal wel waar moet zijn, terwijl Edmund niet altijd even eerlijk is.
Als de vier kinderen daarna samen in Narnia belanden, waarmee meteen het bewijs is geleverd dat Narnia echt is, besluit Lucy meteen naar haar vriend Tumnus te gaan. Tumnus blijkt gearresteerd te zijn. De kinderen zijn bang en vinden dat ze maar terug moeten keren naar Engeland, maar Lucy staat erop dat ze alles proberen om Tumnus te bevrijden. Zo begint door Lucy het avontuur in Narnia.
Lucy is later samen met Susan getuige van de moord op Aslan en zijn wederopstanding. Samen met Aslan gaan ze naar het paleis van Jadis, de Witte Heks om de gevangenen te bevrijden. Met een groot leger gaan ze naar het slagveld waar de Witte Heks in gevecht is met het leger van Peter. Na de overwinning geneest Lucy de gewonden met het geneesmiddel dat ze van de Kerstman heeft gekregen. Deze slag zal de geschiedenisboeken ingaan als De slag van Beruna.
Na De slag van Beruna worden Peter, Susan, Edmund en Lucy tot koningen en koninginnen van Narnia gekroond

## Het paard en de jongen
Hierin speelt Lucy maar een kleine rol. Ze doet mee aan de strijd, tijdens de bevrijding van het kasteel van de koning van Archenland.

## Prins Caspian
Hierin moeten de kinderen Prins Caspian helpen om zijn oom Miraz van de troon te stoten en zichzelf tot koning te kunnen kronen van Narnia. Ze krijgen hierbij hulp van de Pratende Dieren van Narnia.
Uiteindelijk weten ze Miraz en zijn gevolg te verslaan en dan stuurt Aslan de kinderen terug naar de Aarde.

## De reis van het drakenschip
Hier gaan Lucy, Edmund en Eustaas Schreutel mee aan boord van het schip De Dageraad. Ze gaan met Koning Caspian mee op reis naar de verloren vrienden van zijn vader. Uiteindelijk gaan ze naar het Einde van de Wereld. Rippertjiep gaat van hen weg naar het Land van Aslan en de kinderen komen even verder Aslan tegen. Deze zegt tegen Lucy en Edmund, dat het voor hen de laatste keer is, dat ze in Narnia komen, omdat ze te oud zijn geworden.

## Het laatste gevecht
Hierin komt Lucy pas voor na de vernietiging van Narnia door Aslan in de "hemel" van Narnia. Hier krijgt ze ook te horen dat ze voorgoed hier zal blijven leven (ze is hiermee erg blij) omdat ze bij een treinongeluk, toen ze naar Narnia werden geroepen, omkwam, net als de andere Pevensies behalve Susan want die geloofde niet meer in Narnia.